# Дерило Андрій Борисович
Андрі́й Бори́сович Дери́ло (22 жовтня 1977, Миролюбівка, Новомосковський район, Дніпропетровська область, Українська РСР — 9 червня 2014, Київ, Україна) — старший сержант Збройних сил України. Учасник російсько-української війни.

## Життєпис
Андрій Дерило народився в селищі Миролюбівка (на той час Видвиженець) на Дніпропетровщині. Після проходження строкової армійської служби працював водієм в рідному селищі. 1997 року познайомився з майбутньою дружиною Аліною, яка приїхала за розподілом до місцевої школи працювати вчителем, невдовзі одружилися.
В квітні 2014 року, у зв'язку з російським вторгненням, був призваний на військову службу за частковою мобілізацією. З травня виконував завдання в зоні проведення антитерористичної операції у Донецькій області.
Старший сержант, кулеметник механізованого відділення 93-ї окремої механізованої бригади, в/ч А1302, Черкаське.
23 травня 2014 року терористи здійснили напад на блокпост поблизу села Золотий Колодязь на трасі Добропілля — Краматорськ. За розповідями товаришів по службі, у той день близько 15:00 на блокпост під'їхав автомобіль патрульно-постової служби та інкасаторський мікроавтобус. В цей час українські бійці укріплювали свої позиції. З автомобілів вийшли озброєні чоловіки й кинули шумові гранати, а потім відкрили прямий вогонь. Андрій Дерило прийняв бій, давши можливість іншим бійцям перегрупуватися та розпочати контратаку. В ході бою він отримав два поранення: одне — в потилицю, друге — наскрізне у шию, але продовжував вести вогонь поки не знепритомнів. Після цього терористи намагалися його добити ногами, внаслідок чого були зламані ребра, відбиті внутрішні органи, перебиті хребці. В бою загинули старші солдати Юрій Сітяєв та Андрій Абросімов, але атаку було відбито.
Андрія Дерила у вкрай важкому стані евакуювали до Харкова, потім доправили до Києва, де він перебував приєднаним до апаратів штучного підтримання життя. Волонтери почали збирати кошти на лікування в Ізраїлі, але 9 червня Андрій помер.
Похований в Миролюбівці. Вдома лишилися батьки, сестра, дружина Аліна та двоє неповнолітніх дітей: донька Марина і син Руслан.

## Нагороди та вшанування
19 липня 2014 року — за особисту мужність і героїзм, виявлені у захисті державного суверенітету та територіальної цілісності України, відзначений — нагороджений орденом «За мужність» III ступеня.
23 травня 2016 року біля села Золотий Колодязь на місці колишнього блокпоста відкрито пам'ятний знак на честь трьох загиблих бійців 93-ї механізованої бригади, серед яких ім'я старшого сержанта Андрія Дерила.
У школі села Миролюбівка встановлено меморіальну дошку на честь колишнього учня Андрія Дерила.